# Paul Putzig
Paul Putzig (* 3. Oktober 1903 in Gelsenkirchen; † 12. Juli 1975 in Hamm) war ein deutscher Politiker (SPD).

## Leben und Beruf
Nach dem Volksschulabschluss absolvierte Putzig eine kaufmännische Lehre. Anschließend besuchte er die Volksschule und belegte Fortbildungslehrgänge. Er war bis 1933 Mitglied des Alten Bergarbeiterverbandes, schloss sich nach 1945 dem DGB an und wurde Abteilungsleiter. Im Sommer 1953 wurde er Mitglied des Oberverwaltungsgerichtes Münster.

## Politik
Putzig war zunächst Mitglied der USPD und trat 1922 in die SPD ein.
Putzig war seit 1946 Ratsmitglied der Gemeinde Heessen und Kreistagsmitglied des Landkreises Beckum. Putzig amtierte von 1946 bis 1948 sowie erneut seit 1952 als Bürgermeister der Gemeinde Heessen. Von 1948 bis 1952 war er stellvertretender Landrat des Kreises Beckum. Dem Deutschen Bundestag gehörte er vom 13. Februar 1954, als er für den verstorbenen Abgeordneten Robert Görlinger nachrückte, bis 1957 an. Er war über die Landesliste Nordrhein-Westfalen ins Parlament eingezogen.